# Miloš Vujović
Miloš Vujović (født 5. september 1993) er en montenegrinsk håndboldspiller for Füchse Berlin og det montenegrinske landshold.